# Закон взаємозамісності

Мал. 1. Типова залежність щільності від логарифму часу за постійної експозиції

Закон взаємозамісності, закон Бунзена — Роско — один з основних законів фотохімії. Концентрація продуктів фотохімічної реакції пропорційна загальній кількості енергії випромінювання, поглиненого світлочутливою речовиною, незалежно від співвідношення енергетичних складових. Ця кількість дорівнює добутку потужності випромінювання на час його дії — експозиції. Іншими словами, збільшення часу та збільшення потужності випромінювання взаємозамісні. Закон взаємозамісності справедливий і для цифрової фотографії.
Відкрили 1855 року хіміки Роберт Бунзен і Генрі Роско.
Явище невзаємозамісності, закон Шварцшильда (ефект Шварцшильда) — відхилення від закону взаємозамісності, залежність одержуваної щільності фотоматеріалу від значення витримки за постійної величини отриманої експозиції.
Стосовно світлочутливих матеріалів закон взаємозамісності стверджує, що та сама отримана експозиція H=E×t має той самий вплив на матеріал, якими б не були E та t.
Однак у 1897—1900 астроном К. Шварцшильд виявив, що за дуже довгих витримок кінцева щільність фотоматеріалу виявляється нижчою, ніж мала б бути згідно із законом. Так було відкрито явище невзаємозамісності.

## Причини порушення
Явище невзаємозамісності обумовлено найбільшою мірою двома факторами:
- відмінність швидкостей протікання електронної та іонної стадій утворення прихованого зображення;
- регресія прихованого зображення.

При великих E та малих t (наприклад, за надшвидкісної кінозйомки) основну частку зниження щільності вносить перший фактор. За великих часів і малих освітленостей — другий.
Типову залежність щільності почорніння фотоматеріалу від витримки за постійної експозиції показано на малюнку 1.

## Кількісні оцінки
Для визначення точних значень відхилення від закону взаємозамісності використовують ізоопаки — графіки залежності логарифму експозиції за певних щільностей (званих опорними) від часу або освітленості (або їх логарифмів). Наближене виконання закону забезпечується в частині кривої, що прилягає до мінімімуму, і для більшості сучасних фотоматеріалів це діапазон витримок 10−1—10−3 секунди. Шварцшильд з'ясував, що оптична щільність стала, якщо витримується рівність добутку E×t p, де p — показник степеня, що є мірою відхилення від закону взаємозамісності. Цей показник також називають показником Шварцшильда.
Для ізоопак реальних фотоматеріалів значення p коливається від 0,7 до 1. У точці мінімуму ізоопаки p =1, і час, що відповідає цій точці, називають оптимальною витримкою, оскільки величина світлочутливості в цій точці найбільша.
Форма ізоопаки визначається необхідною опорною оптичною щільністю, а також залежить від тривалості проявляння, типу матеріалу, температури фотошару як під час знімання, так і під час зберігання до проявлення, температури проявника. Разом з тим, вона мало залежить від довжини хвилі випромінювання.
Чисельне значення p і величина оптимальної витримки — суттєві параметри фотоматеріалу, що дозволяють вибирати параметри знімання.
У фотоаматорській практиці ефект Шварцшильда може враховуватися під час знімання, але його вплив найбільший у позитивному процесі. Значення p для фотопаперів приблизно 0,7.
Фотохімічна дія квантів електромагнітного випромінювання високих енергій, наприклад рентгенівського та гамма-діапазону, підпорядковується закону взаємозамісності, і ефект Шварцшильда для них не спостерігається.
У науковій фотографії необхідність точного врахування ефекту важлива при астрозніманні для тривалих витримок (одиниці і навіть десятки годин) і при дослідженні швидкоплинних процесів на витримках 10−6 секунди і коротших.